# Ringkjøbing Amt
Ringkjøbing Amt a fost până la 1 ianuarie 2007 un amt în Danemarca. Se află în peninsula Iutlanda.